# Jardenit

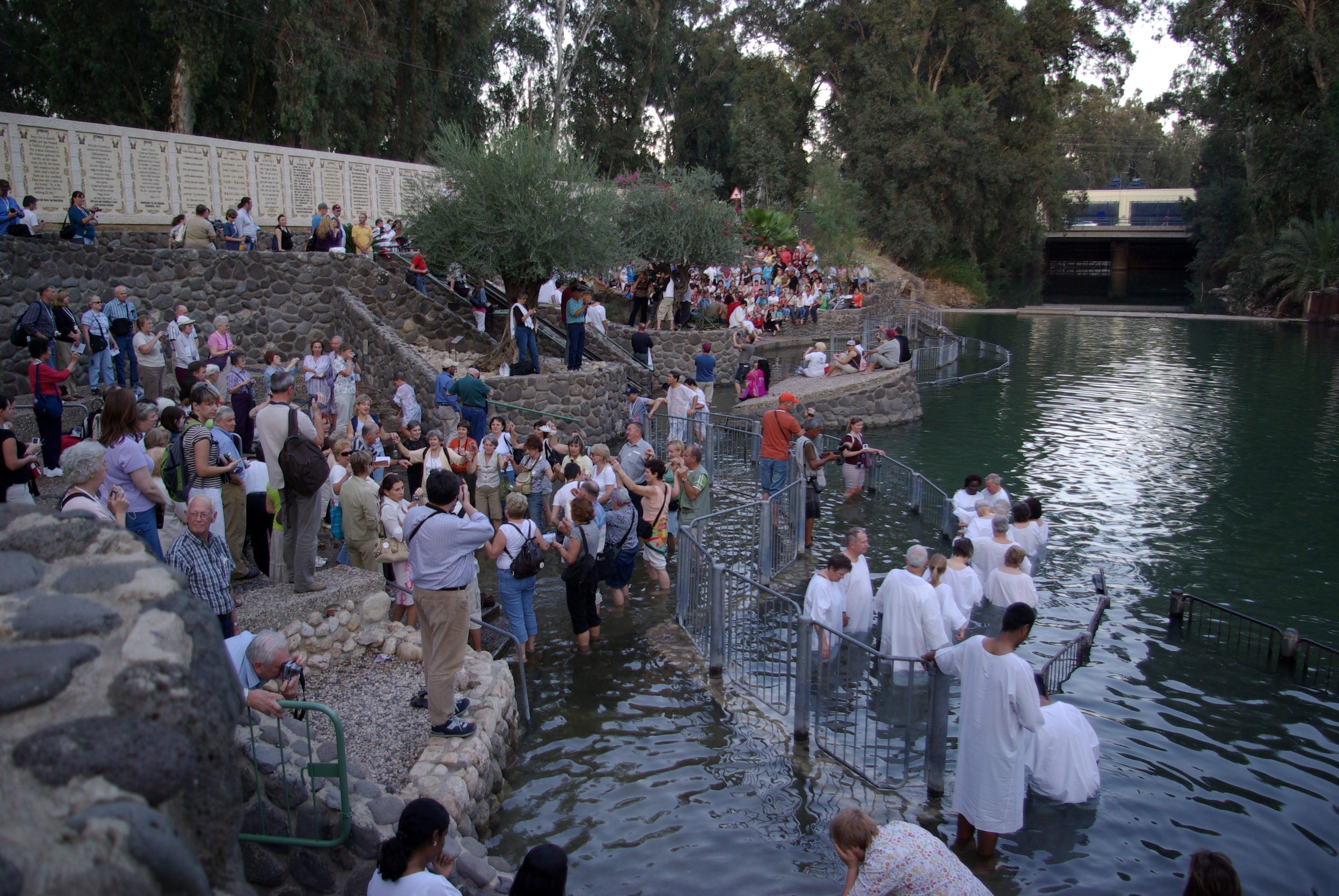
Taufstelle Jardenit

Jardenit (hebräisch יַרְדֵּנִית Jardenīt, deutsch ‚Jordanische/am Jordan gelegene [Stelle]‘; durch Übertragung übers Englische auch in der Schreibung Yardenit) ist eine Taufstelle am Fluss Jordan, nahe dem Ausfluss des Jordan aus dem See Genezareth und dem ältesten israelischen Kibbuz Degania. Der Kibbuz Kvutzat Kinneret, in dessen Gemarkung sie liegt, betreibt die Taufstelle Jardenit.
Die Stelle, an der der Jordanfluss den See Genezareth verlässt, gilt seit frühester Zeit der Christen als heiliger Ort. Er wurde ab dem späten 19. Jahrhundert baulich verändert. David Roberts’ berühmtes Bild aus dem Jahr 1839 zeigt die Pilger, wie sie gemeinsam in das heilige Wasser des Jordans tauchen. Zahlreiche Künstler des 19. Jahrhunderts stellten diese Taufszenen von Jardenit dar; als Mitte des 19. Jahrhunderts die Fotografie erfunden wurde, war die Stelle sofort beliebtes Kameraobjekt.
An der für den Tourismus erschlossenen Taufstelle lassen sich viele Christen in Erinnerung an die Taufe Jesu durch Johannes den Täufer taufen, obwohl die Überlieferung den Ort dieses Ereignisses weiter flussabwärts nahe Jericho lokalisiert (siehe al-Maghtas).